# Organización Central de Trabajadores de Suecia
La Organización Central de Trabajadores de Suecia (en sueco: Sveriges Arbetares Centralorganisation, SAC) es una federación sindical sueca de orientación anarcosindicalista. A diferencia de otros sindicatos de Suecia, SAC organiza a trabajadores de todas las profesiones, así como a desempleados, estudiantes y jubilados. La SAC publica el semanario Arbetaren ('El trabajador'), es propietaria de la editorial "Federativs" y maneja el seguro de desempleo "Sveriges Arbetares Arbetslöshetskassa" (SAAK). Hoy en día la SAC es una agrupación relativamente pequeña en Suecia, cuenta con alrededor de 7500 trabajadores afiliados, que juntan unos 13000 miembros organizados, en 135 federaciones locales.

## Objetivo

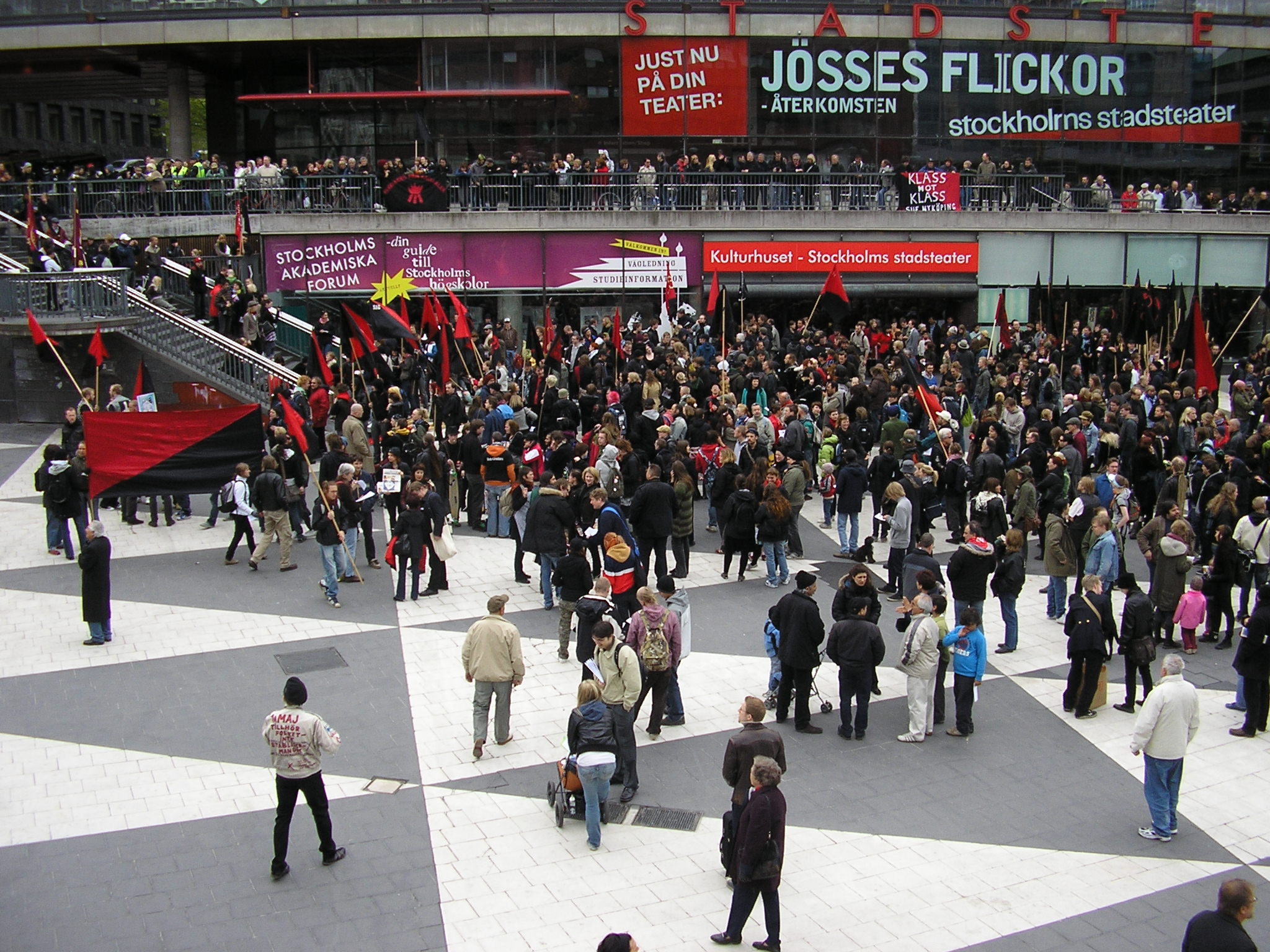
Concentración de SAC en 2007.

Su objetivo a largo plazo es realizar el anarquismo, una sociedad sin clases ni jerarquías, en donde los medios de producción sean propiedad compartida y administrada por los trabajadores: en efecto, la abolición del capitalismo, la esclavitud salarial, y el sexismo. SAC se declara antisexista, antimilitarista, y, es el primer sindicato feminista en Suecia (1998). Objetivos a corto plazo son el mejoramiento de los salarios y de las condiciones de trabajo. A menudo colabora con otras organizaciones sociales libertarias, como la Federación Juvenil Anarcosindicalista Sueca (SUF), aunque SUF no es parte de la SAC.
Dado el carácter antiautoritario del anarcosindicalismo sueco, la SAC tiene abiertas sus puertas para los perseguidos por cualquier dictadura o gobierno del mundo. Para afiliarse a dicha organización no hace falta residir permanentemente en Suecia ni otro requisito que no sea el de aceptar su declaración de principios y pagar una módica cuota mensual. Sin embargo, dentro de la amplia gama de grupos inmigrantes en Suecia, solamente el proveniente de Eritrea han logrado articular sus intereses con la actividad de los sindicalistas suecos.
También se propone sindicalizar a los indocumentados de Suecia, organizándolos, el sindicato ofrece distintos servicios a los indocumentados, desde proporcionar información sobre sus derechos como trabajadores, hasta acompañamiento en los trámites de búsqueda de permiso de trabajo, traducción de documentos, y cursos de suecos.

## Historia

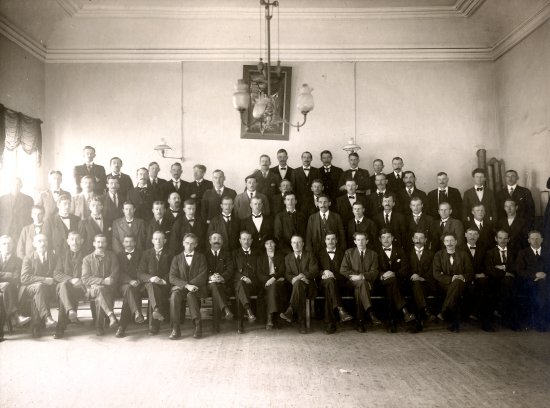
Congreso de trabajadores de SAC en 1917.

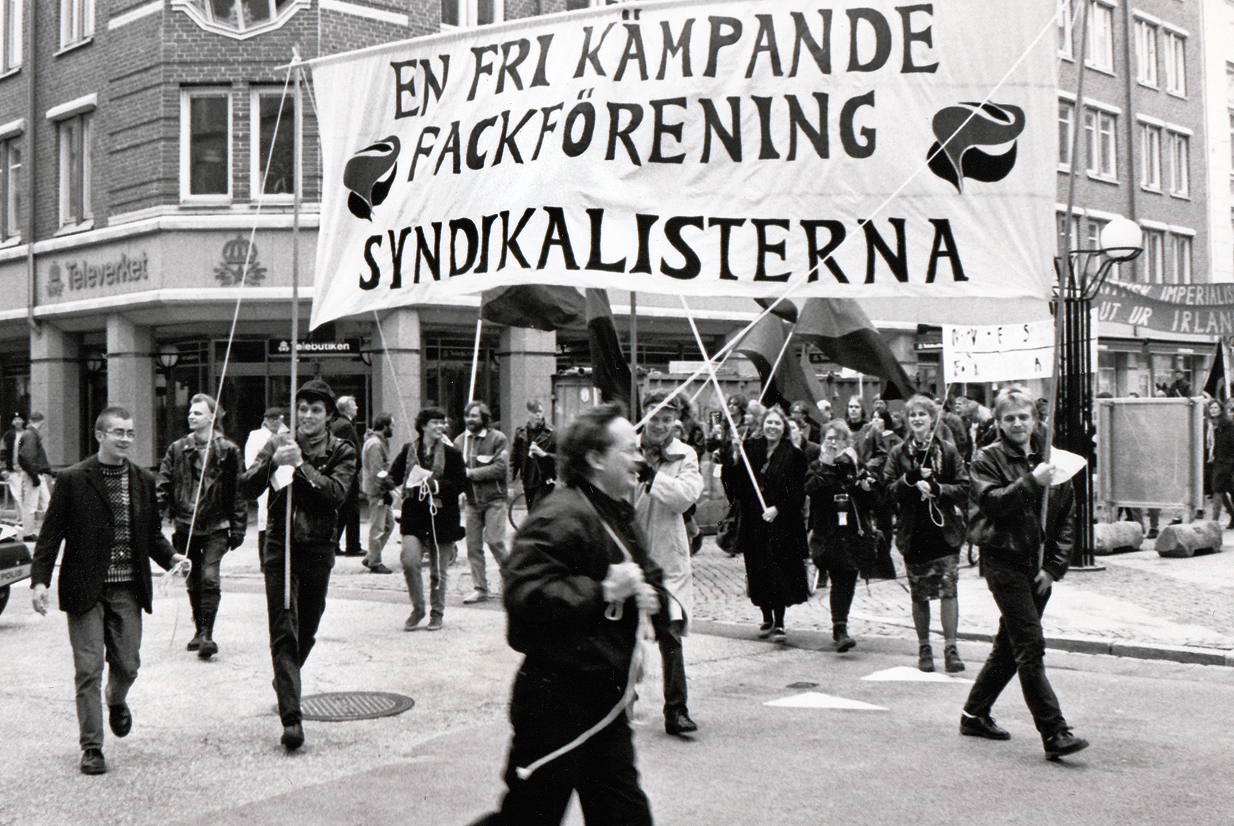
Malmö 1991.

SAC fue constituida en 1910 por exmiembros de la corriente del movimiento sindical "LO" -Lands Organisationer (Organización Nacional) conectado con el partido socialdemócrata- que querían una organización independiente de cualquier partido político y que fueron influenciados por el sindicalismo revolucionario francés de la Confederación General del Trabajo. En la conferencia de trabajadores de la SAC, que tuvo lugar en Örebro en noviembre 25-26 de 1917, se decidió el plan de acción de masas para la primavera de 1918 con la finalidad de obtener la jornada de 8 horas de trabajo.
También es miembro fundador, en 1922, de la anarcosindicalista Asociación Internacional de los Trabajadores, pero entraron en conflicto con la AIT en la década de 1950 cuando SAC entró en un  fondo de desempleo apoyado por el Estado, que la AIT consideró como colaboración con el Estado y reformista. En 1956, SAC se retiró de la AIT.

## Bastión
Los bastiones tradicionales de la SAC eran principalmente en la silvicultura, la minería y las industrias de la construcción. Hoy, la mayoría de los miembros del SAC son empleados en el sector público.

## Toma de decisiones
Las decisiones deben, según la SAC, hacerse por aquellos a quienes concierne o afecta, y no por los representantes o los dirigentes. Esa es la razón por la que aplican el federalismo, la democracia directa y la acción directa. Las decisiones acerca de las negociaciones, anuncios, las acciones ofensivas y los acuerdos son, en definitiva, hechas por los miembros de las secciones operativas. Las decisiones sobre el uso de fondos de conflictos son realizados por la coorganización local (los miembros de ella, por supuesto). Los avisos de la Central acerca de la acción ofensiva, las huelgas, y otras cosas existen, pero pueden ser anulado a nivel local por las instancias locales. Los vetos centrales a medidas contra los conflictos no existen. La concentración del poder es evitado al no dejar que los empleados administrativos de la SAC sean elegidos para cargos de confianza o como representantes de su congreso.
La mayoría de los lugares de trabajo están hoy cubiertos por convenios colectivos creados por Landsorganisationen (LO), que se aplican no solo a los miembros de la LO, sino también a otros empleados de los lugares de trabajo en cuestión. Sin embargo, solo los miembros de la LO están vinculados como parte del acuerdo, lo que significa que los miembros de SAC - y, por supuesto, otros sindicatos que no sean de LO - son libres de iniciar acciones ofensivas, aunque el actual acuerdo colectivo de salarios no incluye una cláusula de huelga.

## Estructura
SAC tiene una doble estructura, por distribución geográfica e industrial. Está  influenciado por la forma en que la CGT francesa se estructuró en el momento de la fundación de la  SAC.

### Estructura geográfica
1. Coorganizaciones locales (Lokala Samorganisationer, denominadas comúnmente "LS"). La base de la estructura geográfica y de todo el movimiento son las coorganizaciones locales organizadas al mayor nivel local posible, de preferencia uno por ciudad o municipio. Cada uno de los miembros de SAC están afiliados directamente a su más cercana coorganización local. Como uno de los principios básicos de este sindicalismo es la democracia directa y local, la estructura de las distintas coorganizaciones locales puede variar mucho.
2. Distritos. Varias coorganizaciones locales en una zona geográfica puede establecer un distrito, en el que puedan cooperar para, por ejemplo, la agitación y la educación. Los distritos también pueden funcionar como circunscripciones para algunos puestos administrativos. Las coorganizaciones locales que componen el distrito deciden lo que el distrito debe hacer.
3. Organización central. Las coorganizaciones locales son miembros de la federación SAC, el nombre de la autoridad central, cuya misión es principalmente de coordinación y administrativa. Es a partir de esta autoridad central que el movimiento ha adoptado su nombre. El órgano supremo de gobierno de la SAC es el "Congreso", que se celebra por lo menos cada cuatro años, el último se celebró en 2002. Los representantes a este congreso son enviados de las coorganizaciones locales, cuyo número de miembros determina el número de representantes que pueden enviar. Cada coorganización local ha decidido de antemano cómo deben actuar los representantes ante las cuestiones sobre las que tendrían que pronunciarse en el congreso, y los representantes están obligados a actuar de esa forma.

Un comité central (centralkommitté, "CK"), integrado por miembros elegidos de los distritos conduce a la aplicación de las decisiones adoptadas por el congreso y podrá tomar decisiones sobre cuestiones  menores. Entre los congresos asuntos importantes y elecciones complementarias son hechas por referendos. Las coorganizaciones locales son independientes en asuntos y cuestiones que les conciernen solo a ellas, y tienen sus propios fondos, a pesar de que también existen un fondo central.

### Estructura industrial
1. Sección operacional. La sección de operaciones es la base de la estructura industrial. Estas se organizan en los lugares de trabajo o empresas, sin referirse a la ocupación en el lugar de trabajo de que se trate, y puede ir a la huelga, independientemente de otras partes de la organización si así lo deciden los miembros de la sección de operaciones. Como el nombre lo implica, estas agrupaciones deben hacerse cargo de la operación de los lugares de trabajo en la futura sociedad socialista libertaria prevista por SAC.
2. Sindicato. Secciones operacionales pertenecientes a la misma industria (ejemplo, la salud o el transporte) forman los sindicatos de la ciudad, municipio o de otra zona geográfica. Secciones operacionales conectadas a diferentes coorganizaciones locales pueden participar en el mismo sindicato.
3. Federación. Sindicatos de todo el país se unen en forma de federaciones industriales. Hoy, el objetivo principal de ellas es la de coordinar la cooperación y la agitación de los sindicatos.

## Secretariado
La secretaría de SAT se encuentra en la sede SAC en Sveavägen 98, Estocolmo. La estación de metro más cercana es la Rådmansgatan. El objetivo de la secretaría es de coordinar el trabajo interno y externo de la organización. Arbetaren y Federativs se encuentran en el mismo edificio.